# ハイアットリージェンシー東京

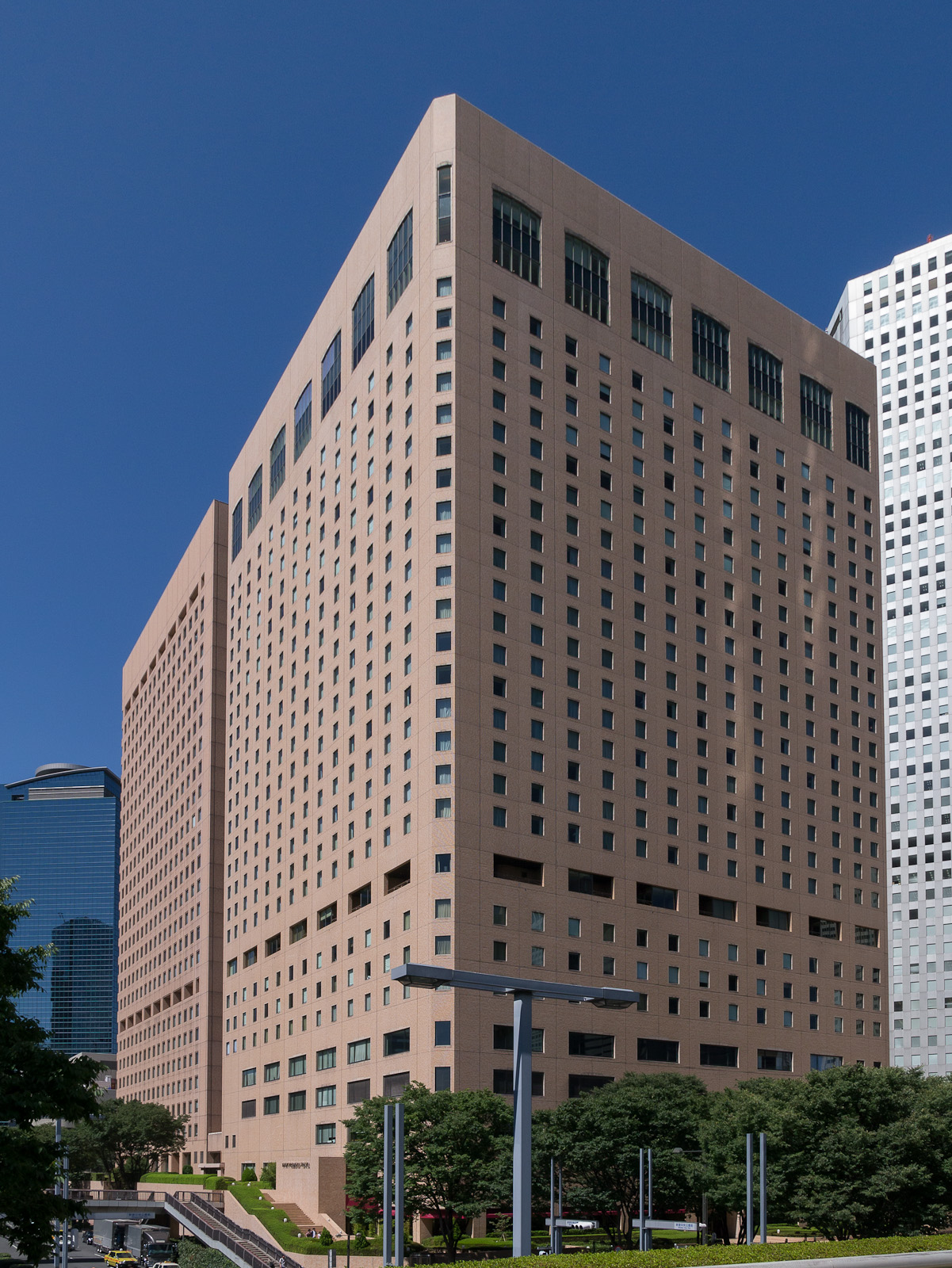
都庁、新宿中央公園方面より。後方は新宿第一生命ビル。

ハイアット リージェンシー 東京（ハイアット リージェンシー とうきょう、英表記：Hyatt Regency Tokyo）は、東京都新宿区西新宿にあるホテルである。
ハイアットホテルアンドリゾーツにおける国内進出1号店で、株式会社西新宿ホテルアンドリゾートが運営する。

## 概要
淀橋浄水場跡地は新宿副都心建設公社によって街区が造成され、順次売却されるが、この建物が位置する新宿新都心7号地は小田急電鉄と第一生命保険が共同で購入し、小田急が小田急センチュリービル、第一生命が新宿第一生命ビルディングを建設し、1980年（昭和55年）9月15日、その竣工した小田急センチュリービルに「ホテルセンチュリーハイアット」を開業した。
2001年（平成13年）3月30日「センチュリーハイアット東京」に改称したが、2007年（平成19年）10月1日、「ハイアット リージェンシー 東京」に再改称した。
エントランスを入ったロビー天井にはスワロフスキー🄬・クリスタル製、1基5,000万円(1980年当時の価格）といわれるシャンデリアが3基あり、客室はスイートルーム18室を含む全746室を設けたほか、3つのレストランとバー、大小さまざまな宴会施設の他、最上階にはスパ、フィットネスジムを備えている。
新型コロナウイルス感染拡大による需要減少により、レストラン6ヶ所とプールが2021年（令和3年）3月末に営業を終了したが、同年11月14日（グランドオープンは2022年（令和4年）1月14日）に新たな日本料理店として「新宿なだ万」が開業している。

## 客室
- 6階 - 9階：リージェンシークラブフロア（エグゼクティブフロア・スイートルーム）
リージェンシークラブフロアの宿泊者は9階のリージェンシークラブラウンジを利用可能
「新宿中央公園の緑を見て季節を感じて欲しい」との理由から、敢えて低層階にクラブフロアを設けている。
- 10階 - 26階：レギュラーフロア　
21階以上の高層階はビューデラックスルーム。

## レストラン等
- 中国料理「翡翠宮」
ホテル開業と同時に営業をスタートさせ、日本では比較的珍しい北京・上海料理を主に提供している。
- 新宿なだ万
  - 「日本料理　新宿なだ万」
  - 鉄板焼「鉄板焼グリル　byなだ万」
  - 寿司「すし清水　byなだ万」

2021年（令和3年）3月末に閉業した日本料理「佳香（かこう）」、「鉄板焼グリル」、鮨「みやこ」の店舗跡を統合して出店。
- 「カフェ」（オールデーダイニング）
- バー「オードヴィー」
「翡翠宮」と共に開業時から営業を続けているメインバー。
- スパ&ウェルネス「ジュール」
- フィットネスジム　
かつてはプールも併設していたが、前記の通り2021年（令和3年）3月に閉業した。

ホテルの設備として紹介されていないが、イヤーエステの始祖とされる理容室デボネールが1階にある。

## アクセス
- 鉄道
  - 都営地下鉄大江戸線都庁前駅より徒歩1分
  - 東京メトロ丸ノ内線西新宿駅より徒歩4分
  - 新宿駅から徒歩9分
- バス
  - 成田国際空港・東京国際空港から東京空港交通のリムジンバスが運行されている。
  - かつては新宿駅西口小田急ハルク前との間でシャトルバスが10分間隔で運行されていたが、2021年の一連のスリム化に伴い終了した。

## ギャラリー

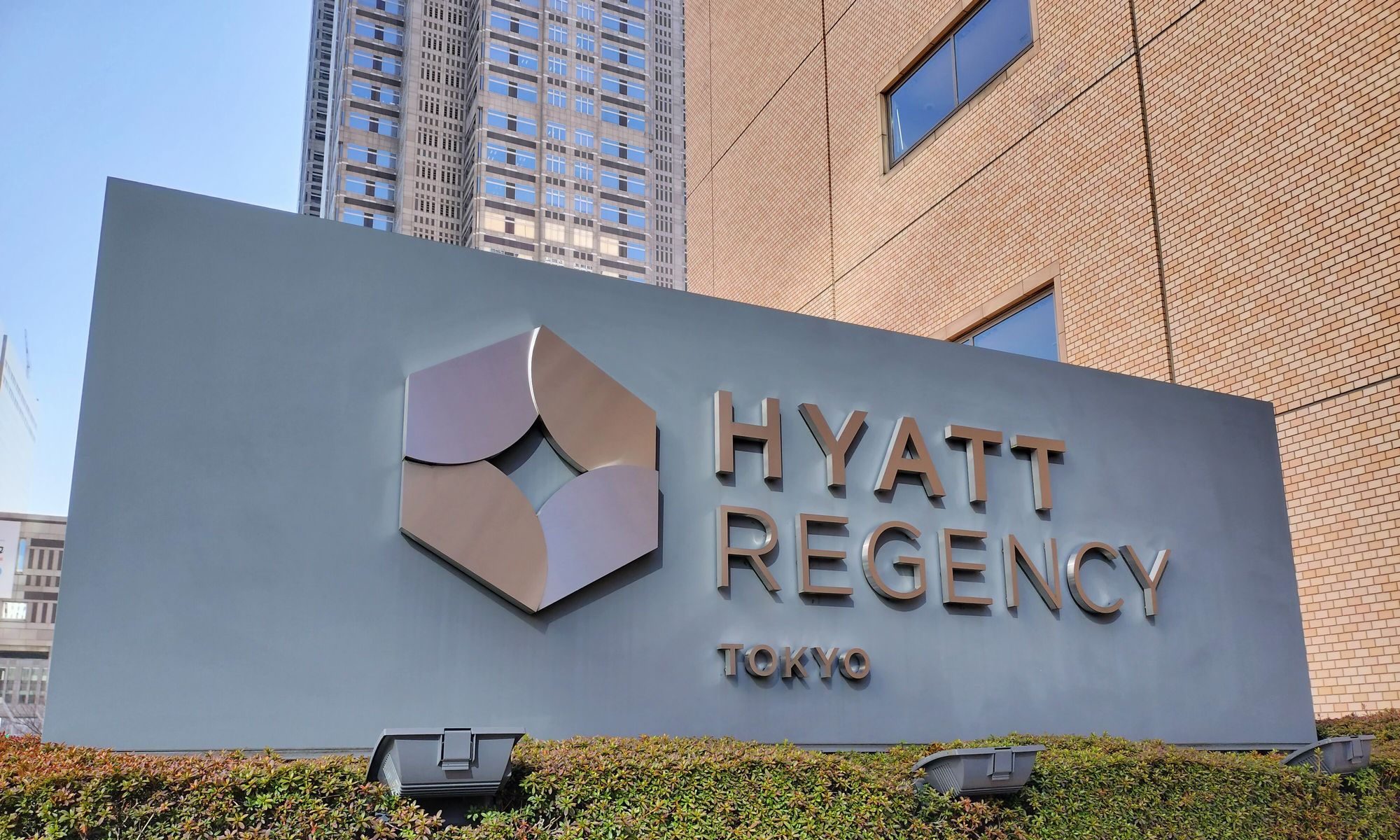
館名表示（南側）
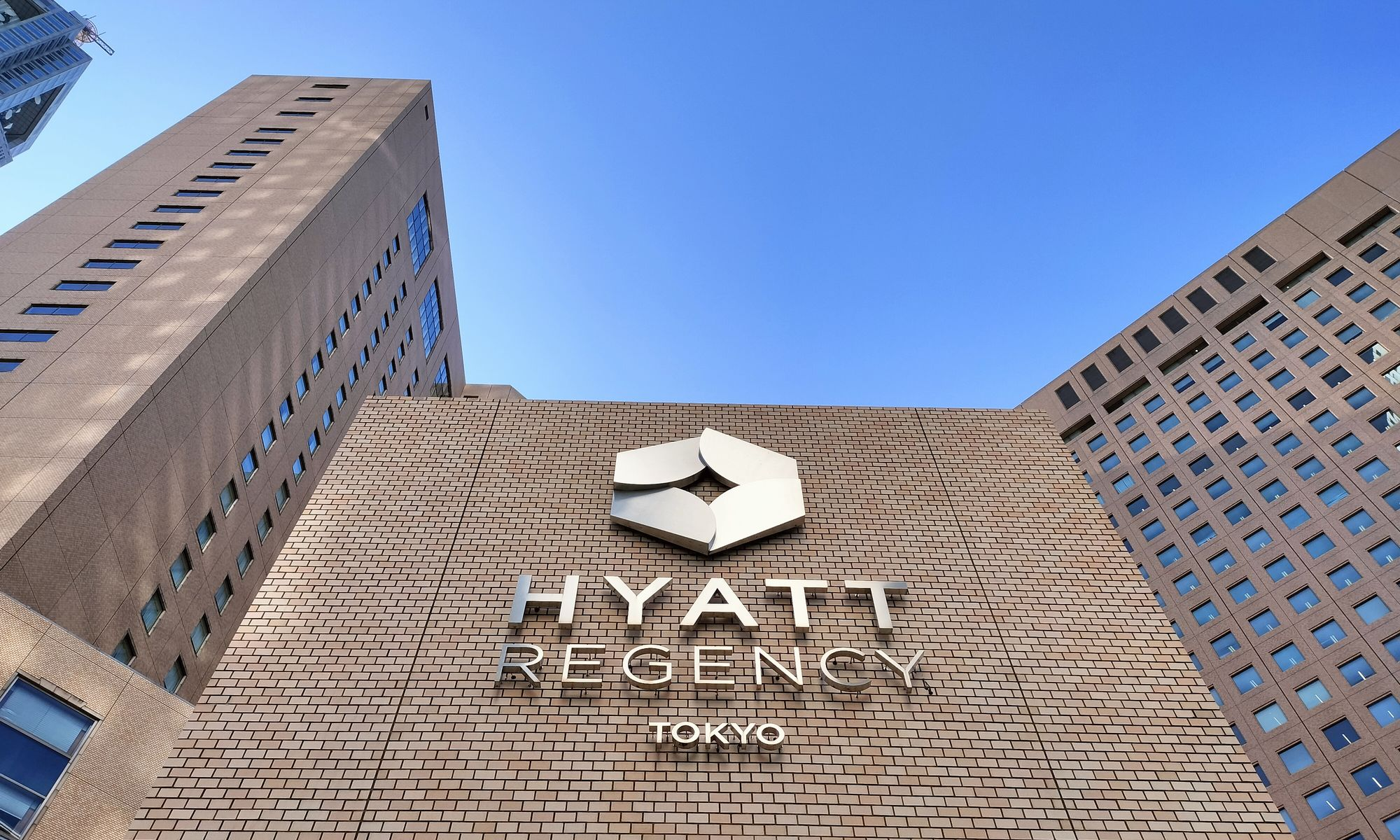
館名表示（道路側）
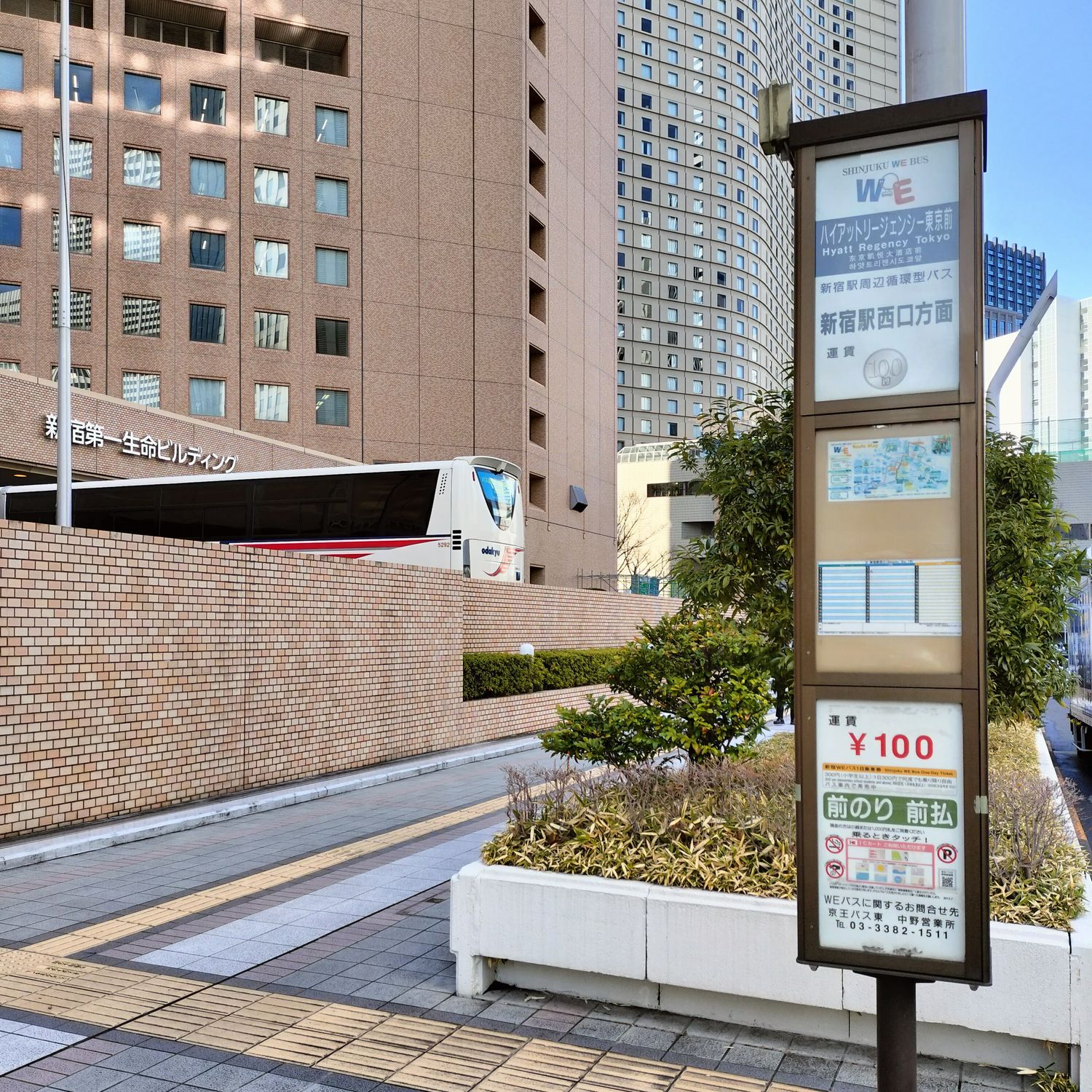
ハイアットリージェンシー前バス停
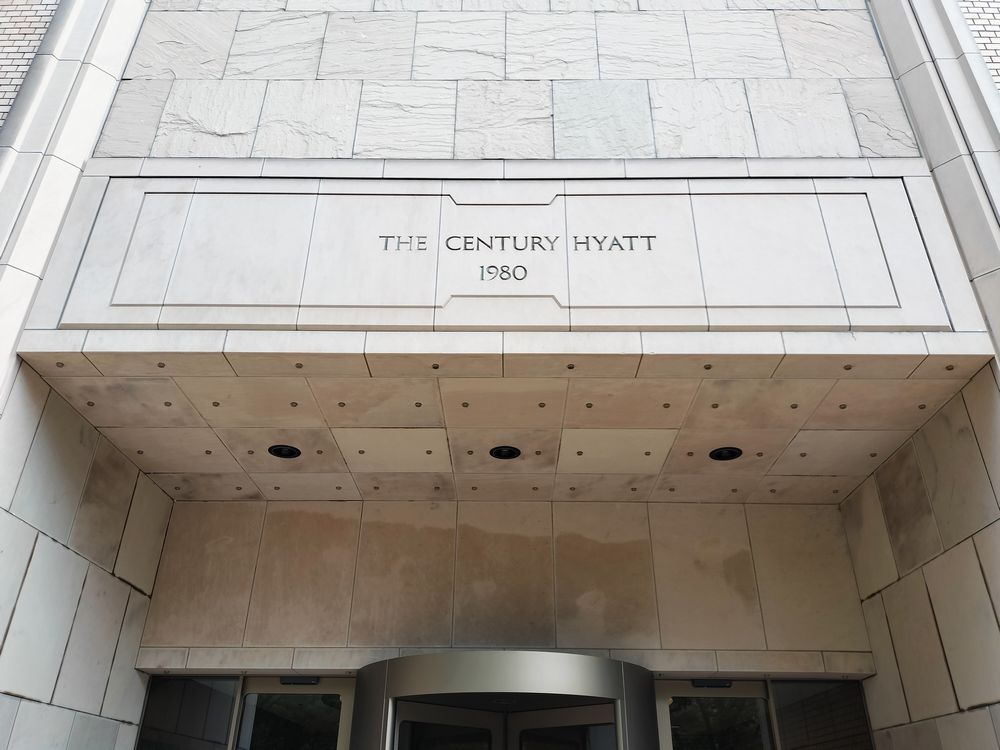
南側出入口の上には「THE CENTURY HYATT 1980」の表記がある